# Bezirksamt Pfullendorf

Lage der Bezirksämter in Baden im Jahr 1890

Das Bezirksamt Pfullendorf war von 1809 bis 1936 ein badisches Bezirksamt mit Sitz in Pfullendorf, einer Stadt im heutigen Landkreis Sigmaringen in Baden-Württemberg. Die frühere Reichsstadt Pfullendorf war seit 1807 Sitz des Obervogteiamtes Pfullendorf im Großherzogtum Baden.

## Geschichte
Das 1809 eingerichtete Bezirksamt Pfullendorf gehörte zum Seekreis mit der Hauptstadt Konstanz. Bis zur endgültigen Auflösung des Bezirksamts Heiligenberg im Jahr 1849 wechselten einige Gemeinden zwischen den Bezirksämtern Heiligenberg und Pfullendorf hin und her. In den 1840er Jahren musste das Bezirksamt Pfullendorf einige Orte an das Bezirksamt Meßkirch abtreten.
Im Jahr 1863 wurde das Landeskommissärbezirk Konstanz geschaffen, zu dem auch das Bezirksamt Pfullendorf gehörte.
1936 wurde das Bezirksamt Pfullendorf aufgehoben und die Gemeinden in das Bezirksamt Überlingen inkorporiert.

## Amtsvorsteher
- 1804–1811: Kasimir Walchner
- 1811–1819: Martin Mors
- 1819–1821: dem Amt Überlingen zugeteilt
- 1821–1832: Gottlieb Kolb
- 1832–1843: Franz Josef Bauer
- 1843–1849: Johann Baptist Mors
- 1849–1867: Josef Kaiser
- 1867–1871: August Winther
- 1871–1874: Anton Rasina
- 1874–1877: Albert Jung
- 1877–1882: Gustav Schaible
- 1882–1886: Hermann von Rotteck
- 1886–1888: Karl Krems
- 1888–1894: Konrad Kretzdorn
- 1894–1899: Hugo Dörle
- 1899–1904: Friedrich Jacobi
- 1905–1907: Kuno Conradi
- 1908–1919: Gerhard Wolf
- 1919–1920: Karl Büchelin
- 1920–1927: Friedrich Bauer
- 1927–1932: Karl Dold
- 1932–1934: Rudolf Maier
- 1934–1936: Klaus Tellenbach